# سيكورسكي إتش إتش-60 جيهوك
سيكورسكي إتش إتش-60 جيهوك  (بالإنجليزية: Sikorsky HH-60 Jayhawk)‏ هي مروحية ذات محركين، متوسطة المدى ومتعددة المهام. أنتجت في 1990 بالولايات المتحدة. من صناعة سيكورسكي للطائرات. تستخدم بشكل أساسي من قبل حرس السواحل الأمريكي. كان أول طيران لها في أغسطس 8, 1989. ومازالت في الخدمة حتى الآن. صنع منها 42 طائرة، وسعر الطائرة الواحدة منها هو 17 مليون دولار.